# بريجش
أحد النهرين الذين يتكون منهما نهر الدانوب يقع في ولاية بادن-فورتمبيرغ وينبع من الغابة السوداء في ألمانيا وهو أقصر من النهر الآخر بريج والذي يلتقي معه عند مدينة دوناوشينغن يرتفع منبعه 925 متر فوق سطح البحر.
يبلغ طوله من منبعه حتى التقائه مع النهر الآخر بريج 43 كم.

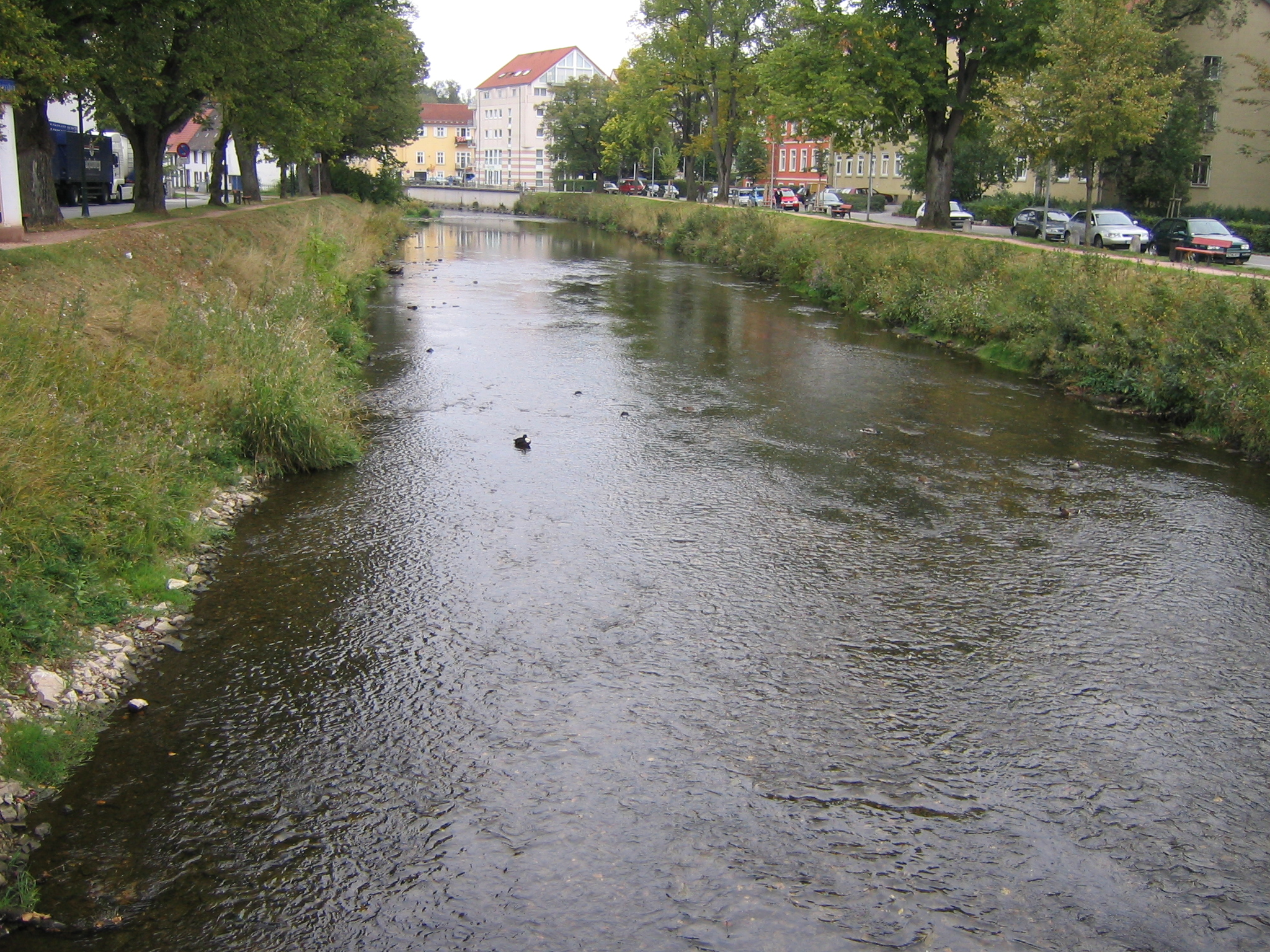
نهر بريجش في دوناوشينغن

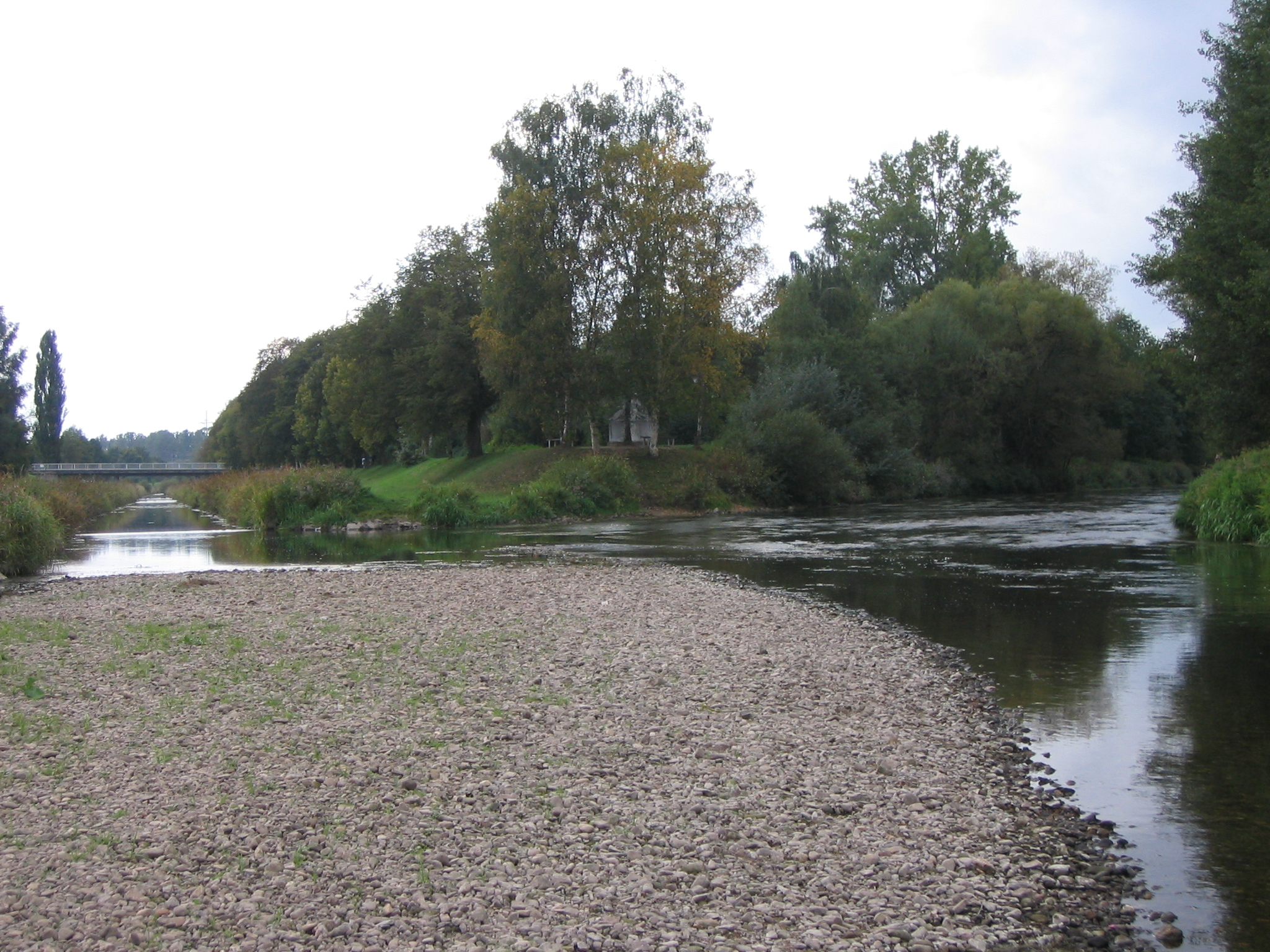
نقطة التقاء نهري بريج وبريجش ليكونا نهر الدانوب